# Cove City
Cove City är en kommun (town) i Craven County i North Carolina. Vid 2010 års folkräkning hade Cove City 399 invånare.